# アースラン・マゴメドフ
アースラン・マゴメドフ（ロシア語: Арслан Багандалиевич Магомедов、1980年10月3日 - ）は、ロシアの男性ナックモエ。ダゲスタン共和国マハチカラ出身。チヌックジム所属。
キックボクサーであるマゴメド・マゴメドフは実弟。

## 来歴
2000年にロシアムエタイチャンピオンとなり、2001年にはムエタイ選手権で準優勝となった。
2004年2月24日、タイのムエタイ戦士フジ・チャルムサックと対戦し、チャルムサックが放ったパンチで失神KO負けを喫した（KOされた際に両足が痙攣していた）。
2004年10月13日、K-1 WORLD MAX 2004でジョン・ウェイン・パーと対戦。3Rが終わり判定は1-0（マゴメドフに1ポイント）で延長に。延長の1Rは互角の打ち合いの中、最後にマゴメドフが出した右ストレート
が決まるなどして、判定勝ち。
2005年7月6日、HERO'Sで宮田和幸と対戦予定であったが、事前の健康診断により欠場となった。

## 戦績
| 勝敗 | 対戦相手                 | 試合結果                   | 大会名                                          | 開催年月日     |
| ○    | ジョーダン・メイン       | 2R TKO                     | XPLOSION SUPER FIGHT 19                         | 2009年8月8日   |
| ×    | ジョルジオ・ペトロシアン | 5R終了 判定0-3             | K-1 Italy Grand Prix 2007 in Milan              | 2007年4月14日  |
| ○    | ジョン・ウェイン・パー   | 延長R終了 判定2-0          | K-1 WORLD MAX 2004 〜世界王者対抗戦〜           | 2004年10月13日 |
| ○    | プリンス・ハミッド       | 判定                       | K-1 WORLD GP 2004 IN New Zealand                | 2004年7月29日  |
| ×    | フジ・チャルムサック     | 1R 2:27 KO（右フック）     | K-1 WORLD MAX 2004 〜日本代表決定トーナメント〜 | 2004年2月24日  |
| ○    | マグナム酒井             | 3R 3:03 KO（右ストレート） | K-1 WORLD MAX 2003 〜世界王者対抗戦〜           | 2003年11月18日 |